# 下成佐登子
下成 佐登子（しもなり さとこ、本名：亀田 佐登子（旧姓：下成）、1961年8月26日 - ） は、日本の女性歌手、スタジオミュージシャン。ヤマハポピュラーソングコンテスト出身。

## 人物
宮崎県立宮崎南高等学校卒業。
夫はベーシスト、音楽プロデューサーの亀田誠治。スタジオミュージシャン時代、アイドルグループCoCoのレコーディングにて出会った。

## 略歴

### 生い立ち
3歳の時からオルガン、5歳からピアノの個人レッスンを始める。小中学校の音楽クラブでクラリネットを担当。中学2年の時からオリジナル曲を作り始める。
1977年、高校1年で出場した『第13回ヤマハポピュラーソングコンテスト宮崎大会』に「もう一度私の胸に」で入賞。この楽曲は来生えつこ作詞の「霧雨の夜」として1stアルバムに収録された。

### メジャーデビュー
1978年、高校2年で出場した『第15回ヤマハポピュラーソングコンテスト九州大会』に「秋の一日」が長渕剛「巡恋歌」とWグランプリを獲得。その後、『第15回ヤマハポピュラーソングコンテストつま恋本選会』に出場するも入賞を逃す。その後、親にヤマハ音楽振興会から電話があり、記念の1枚という事でレコーディング。1978年8月25日に、ビクター音楽産業からシングル「秋の一日」でデビュー。
1980年3月、宮崎県立宮崎南高等学校卒業。同年6月、本格的な活動をするため東京へ上京。
1980年秋　東京都各大学学園祭に出演。
1980年秋～1981年2月　初めての全国キャンペーン。ポプコン九州各地区予選にゲストとして出演。
1981年2月　第22回チリ音楽祭に日本代表で参加。6人のファイナリストの1人として、5万人以上の聴衆の前で歌う。ノミネート曲は「ひとり」。
1981年秋　全国の大学学園祭に出演。
1982年5月～7月　ファーストコンサートツアー「MY MEMORIES」大阪・東京・宇都宮・名古屋
1982年秋　各地の学園祭へ出演。
1983年4月～7月　セカンドコンサートツアー　大阪・東京・名古屋・横浜
1983年秋　この年の学園祭では谷山浩子とのジョイントコンサートを各地で実施した。
1984年3月31日　渋谷エピキュラス・パンプキンパーティー(石川優子、谷山浩子、相曽晴日が参加。このコンサートを最後に活動休止を宣言した)。

### スタジオミュージシャンへ転向
1985年　スタジオミュージシャンに転向。多くのレコーディングにコーラスや仮歌で参加。
1987年　フィンランドで行われたミッドナイトサン・ソングフェスティバルに出場。
1996～97年頃　辛島美登里のバックコーラスに参加。
2008年ごろ、歌手活動を一時休止（堀江美都子の発言より）。

### 活動復帰後
2012年3月　庄野真代がオーナーを務める「コムカフェ音倉」（下北沢）に出演し3曲歌う。
2012年4月　子育て等が一段落ついたことから、本人のブログにて「リ・スタート」を宣言。以降、ソングハウス活動（発声で心身を整えるメンタルケア。2003年歌手のスーザン・オズボーンより習得したとのこと）を精力的に行う。
2013年　木村真紀の東日本大震災復興応援CD『祈り／わたしはひまわり』を制作。ボーカル、コーラスを担当。
2015年6月3日、自主制作で、ETERNITY/エールを制作。

## 音楽

### シングル
| #                                 | 発売日           | 規格             | 規格品番         | 面               | タイトル               | 作詞                | 作曲             | 編曲              |
| ビクター音楽産業                  | ビクター音楽産業 | ビクター音楽産業 | ビクター音楽産業 | ビクター音楽産業 | ビクター音楽産業       | ビクター音楽産業    | ビクター音楽産業 | ビクター音楽産業  |
| --------------------------------- | ---------------- | ---------------- | ---------------- | ---------------- | ---------------------- | ------------------- | ---------------- | ----------------- |
| 1st                               | 1978年8月25日    | EP               | SV-6467          | A                | 秋の一日               | 下成佐登子          | 下成佐登子       | 大村雅朗          |
| 1st                               | 1978年8月25日    | EP               | SV-6467          | B                | 船出                   | 下成佐登子          | 下成佐登子       | 大村雅朗          |
| 2nd                               | 1979年5月25日    | EP               | SV-6591          | A                | 雨                     | 菅美雪              | 菅美雪           | 飛沢宏元          |
| 2nd                               | 1979年5月25日    | EP               | SV-6591          | B                | 今はただ               | 下成佐登子          | 下成佐登子       | 大村雅朗          |
| 3rd                               | 1980年10月21日   | EP               | SV-7053          | A                | 悲しみのアクトレス     | 下成佐登子          | 下成佐登子       | 大村雅朗          |
| 3rd                               | 1980年10月21日   | EP               | SV-7053          | B                | 夢物語                 | 下成佐登子          | 下成佐登子       | 大村雅朗          |
| 4th                               | 1981年4月21日    | EP               | SV-7107          | A                | 金色のエアプレーン     | 三浦徳子            | 下成佐登子       | 淡野保昌          |
| 4th                               | 1981年4月21日    | EP               | SV-7107          | B                | もどらない季節         | 下成佐登子          | 下成佐登子       | 大村雅朗          |
| 5th                               | 1981年10月5日    | EP               | SV-7165          | A                | ためいきアベニュー     | 来生えつこ          | 下成佐登子       | 大村雅郎          |
| 5th                               | 1981年10月5日    | EP               | SV-7165          | B                | 片想い                 | 下成佐登子          | 下成佐登子       | 飛沢宏元          |
| 6th                               | 1981年10月20日   | EP               | KV-3016          | A                | 星になりたい           | 伊藤薫              | 伊藤薫           | 萩田光雄          |
| 6th                               | 1981年10月20日   | EP               | KV-3016          | B                | 雪解け                 | 天野滋              | 天野滋           | 瀬尾一三          |
| 7th                               | 1982年6月5日     | EP               | SV-7218          | A                | 恋のエピローグ         | 結城まこ            | 中島薫           | 大村雅朗          |
| 7th                               | 1982年6月5日     | EP               | SV-7218          | B                | 風を感じて             | 下成佐登子          | 下成佐登子       | 萩田光雄          |
| 8th                               | 1983年1月21日    | EP               | SV-7279          | A                | いつわりの愛           | 飛鳥涼              | 飛鳥涼           | 大村雅朗          |
| 8th                               | 1983年1月21日    | EP               | SV-7279          | B                | 遥かなる祈り           | 下成佐登子          | 下成佐登子       | 大村雅朗          |
| 9th                               | 1983年8月21日    | EP               | SV-7322          | A                | セプテンバー・メモリー | 松井五郎            | 鈴木キサブロー   | 鷺巣詩郎          |
| 9th                               | 1983年8月21日    | EP               | SV-7322          | B                | Lie La lie             | 松井五郎            | 下成佐登子       | 後藤次利 平野孝幸 |
| 10th                              | 1984年12月5日    | EP               | SV-7453          | A                | 赤い帽子               | 林權三郎            | たきのえいじ     | 乾裕樹            |
| 10th                              | 1984年12月5日    | EP               | SV-7453          | B                | ポーッ                 | 林權三郎            | たきのえいじ     | 乾裕樹            |
| キャニオン・レコード              |                  |                  |                  |                  |                        |                     |                  |                   |
| 11th                              | 1985年1月21日    | EP               | 7G-0064          | A                | 花のささやき           | なかにし礼          | 森田公一         | 服部克久          |
| 11th                              | 1985年1月21日    | EP               | 7G-0064          | B                | ひまわり               | なかにし礼          | 森田公一         | 服部克久          |
| ビクター音楽産業                  |                  |                  |                  |                  |                        |                     |                  |                   |
| 12th                              | 1985年3月5日     | EP               | KV-3063          | A                | We will be one someday | 冬杜花代子          | 西村ユリ         | 米光亮            |
| 12th                              | 1985年3月5日     | EP               | KV-3063          | B                | 碧い湖                 | 冬杜花代子          | 西村ユリ         | 米光亮            |
| 13th                              | 1985年9月21日    | EP               | KV-3069          | A                | TRANSFORMER            | 大津あきら          | 筒美京平         | 鷺巣詩郎          |
| 13th                              | 1985年9月21日    | EP               | KV-3069          | B                | Peace Again            | 大津あきら          | 筒美京平         | 鷺巣詩郎          |
| ポリドール・レコード              |                  |                  |                  |                  |                        |                     |                  |                   |
| 14th                              | 1986年7月21日    | EP               | 7DX-1432         | A                | Mrs.メランコリー       | 山川啓介            | 坂田晃一         | 瀬尾一三          |
| 14th                              | 1986年7月21日    | EP               | 7DX-1432         | B                | 紙の舟                 | 山川啓介            | 坂田晃一         | 瀬尾一三          |
| キングレコード / クリスタルバード |                  |                  |                  |                  |                        |                     |                  |                   |
| 15th                              | 1987年6月21日    | EP               | K07S-10192       | A                | やさしい雨             | 佐藤純子            | 下成佐登子       | 瀬尾一三          |
| 15th                              | 1987年6月21日    | EP               | K07S-10192       | B                | NEVER MIND             | 佐藤純子            | 下成佐登子       | 瀬尾一三          |
| 16th                              | 1987年11月21日   | EP               | K07S-10232       | A                | 遙かなる桃源郷         | 高柳恋              | 小杉保夫         | 戸塚修            |
| 16th                              | 1987年11月21日   | EP               | K07S-10232       | B                | GAME                   | 佐藤純子            | 羽場仁志         | 瀬尾一三          |
| キングレコード / スターチャイルド |                  |                  |                  |                  |                        |                     |                  |                   |
| 17th                              | 1990年7月21日    | 8cmCD            | KIDA-7           | 1                | Wood Walker            | 安藤芳彦            | 山梨鐐平         | 奥慶一            |
| 17th                              | 1990年7月21日    | 8cmCD            | KIDA-7           | 2                | 星空のラビリンス       | 安藤芳彦            | 山梨鐐平         | 奥慶一            |
| satokoya                          |                  |                  |                  |                  |                        |                     |                  |                   |
| 18th                              | 2015年6月3日     | CD               | SAVO-4444        | 1                | ETERNITY               | 佐藤純子 下成佐登子 | 下成佐登子       |                   |
| 18th                              | 2015年6月3日     | CD               | SAVO-4444        | 2                | エール                 | 下成佐登子          | 下成佐登子       |                   |

### アルバム

#### オリジナルアルバム
| #                                 | 発売日           | タイトル         | 規格             | 規格品番         |
| ビクター音楽産業                  | ビクター音楽産業 | ビクター音楽産業 | ビクター音楽産業 | ビクター音楽産業 |
| --------------------------------- | ---------------- | ---------------- | ---------------- | ---------------- |
| 1st                               | 1981年11月5日    | 秋の一日         | LP               | SJX-30124        |
| 1st                               | 2015年10月28日   | 秋の一日         | CD               | VICL-64423       |
| 2nd                               | 1982年6月21日    | ハートフル       | LP               | SJX-30150        |
| 2nd                               | 2015年10月28日   | ハートフル       | CD               | VICL-64424       |
| 3rd                               | 1983年4月21日    | ウィークエンド   | LP               | SJX-30190        |
| 3rd                               | 2015年10月28日   | ウィークエンド   | CD               | VICL-64424       |
| キングレコード / クリスタルバード |                  |                  |                  |                  |
| 4th                               | 1987年11月21日   | KEEP IN TOUCH    | LP               | K28A-833         |
| 4th                               | 1987年11月21日   | KEEP IN TOUCH    | CD               | K32X-213         |
| 4th                               | 2015年10月28日   | KEEP IN TOUCH    | CD               | KICS-3303        |

#### ベストアルバム
|                  | 発売日           | タイトル                         | 規格             | 規格品番         |
| ビクター音楽産業 | ビクター音楽産業 | ビクター音楽産業                 | ビクター音楽産業 | ビクター音楽産業 |
| ---------------- | ---------------- | -------------------------------- | ---------------- | ---------------- |
| 1st              | 1984年4月21日    | FLAVOR/SATOKO SELECTION          | LP               | SJX-30230        |
| 2nd              | 1987年11月21日   | 秋の一日                         | CD               | VICL-8085        |
| 2nd              | 1995年10月27日   | 秋の一日                         | CD               | VICL-5289        |
| 2nd              | 2005年3月24日    | 秋の一日                         | CD               | VICL-41220       |
| 3rd              | 2015年10月28日   | 下成佐登子 シングルズ & ワークス | LP               | VICL-64426/7     |

### 参加楽曲
| 発売日        | 商品名                                               | 歌         | 楽曲                                             | 備考                                                                     |
| ------------- | ---------------------------------------------------- | ---------- | ------------------------------------------------ | ------------------------------------------------------------------------ |
| 1987年4月21日 | 愛の若草物語 音楽編                                  | 下成佐登子 | 「お父さまへのララバイ」                         | フジテレビ系アニメ『愛の若草物語』挿入歌・エンディングテーマ             |
| 1990年11月7日 | What a Wonderful World                               | 下成佐登子 | 「夕焼け日誌」                                   | MBS・TBS系アニメ『三丁目の夕日』エンディングテーマ                       |
| 1990年5月25日 | 健全 安全 好青年                                     | KAN        | 「健全 安全 好青年」                             | コーラスとして参加。                                                     |
| 1993年3月3日  | YAH YAH YAH/夢の番人                                 | CHAGE&ASKA | 「YAH YAH YAH」                                  | コーラスとして参加。                                                     |
| 1995年8月2日  | はじまりの冒険者たち〜レジェンド・オブ・クリスタニア | 下成佐登子 | 「Save My Love」                                 | 映画『はじまりの冒険者たち レジェンド・オブ・クリスタニア』挿入歌        |
| 1997年2月21日 | 勇者王誕生!                                          | 下成佐登子 | 「いつか星の海で…」                              | 名古屋テレビ・テレビ朝日系アニメ『勇者王ガオガイガー』エンディングテーマ |
| 1998年5月21日 | ひみつのアッコちゃん                                 | 下成佐登子 | 「ひみつのアッコちゃん」                         | フジテレビ系アニメ『ひみつのアッコちゃん』オープニングテーマ             |
| 2006年1月21日 | いない いない ばあ                                   | 下成佐登子 | 「いない いない ばあ」                           | 赤ちゃんの言語発育用アルバム。                                           |
| 2006年1月21日 | いない いない ばあ                                   | 下成佐登子 | 「おでことおでこが」                             | 赤ちゃんの言語発育用アルバム。                                           |
| 2006年1月21日 | いない いない ばあ                                   | 下成佐登子 | 「うちのにゃあにゃ」                             | 赤ちゃんの言語発育用アルバム。                                           |
| 2006年1月21日 | いない いない ばあ                                   | 下成佐登子 | 「うさぎ」                                       | 赤ちゃんの言語発育用アルバム。                                           |
| 2006年1月21日 | いない いない ばあ                                   | 下成佐登子 | 「もうねんね」                                   | 赤ちゃんの言語発育用アルバム。                                           |
| 2006年1月21日 | いない いない ばあ                                   | 下成佐登子 | 「子もりうた」                                   | 赤ちゃんの言語発育用アルバム。                                           |
| 2006年1月21日 | いない いない ばあ 2                                 | 下成佐登子 | 「もしもしおでんわ」                             | 赤ちゃんの言語発育用アルバム。                                           |
| 2006年1月21日 | いない いない ばあ 2                                 | 下成佐登子 | 「いたいいたいはとんでいけ」                     | 赤ちゃんの言語発育用アルバム。                                           |
| 2006年1月21日 | いない いない ばあ 2                                 | 下成佐登子 | 「おおさむこさ」                                 | 赤ちゃんの言語発育用アルバム。                                           |
| 2006年1月21日 | いない いない ばあ 2                                 | 下成佐登子 | 「かえるがなくからかーえろ」                     | 赤ちゃんの言語発育用アルバム。                                           |
| 2006年1月21日 | いない いない ばあ 2                                 | 下成佐登子 | 「ののさまだいすき〜「あかちゃんのうた」より〜」 | 赤ちゃんの言語発育用アルバム。                                           |
| 2006年1月21日 | いない いない ばあ 2                                 | 下成佐登子 | 「ねんねのおはなし〜「あかちゃんのうた」より〜」 | 赤ちゃんの言語発育用アルバム。                                           |
| 2013年5月15日 | さらさら/僕はきっと旅に出る                          | スピッツ   | 「さらさら」                                     | コーラスとして参加。                                                     |

### タイアップ
| 曲名                   | タイアップ                                                                | 収録作品                                   |
| ---------------------- | ------------------------------------------------------------------------- | ------------------------------------------ |
| 悲しみのアクトレス     | コッキー・ポップ オープニングテーマ                                       | シングル「悲しみのアクトレス」             |
| 星になりたい           | 松竹映画『シュンマオ物語タオタオ』主題歌                                  | シングル「星になりたい」                   |
| 雪解け                 | 松竹映画『シュンマオ物語タオタオ』主題歌                                  | シングル「星になりたい」                   |
| 赤い帽子               | NHK『みんなのうた』                                                       | シングル「赤い帽子」                       |
| お元気ミーちゃん       | NHK『みんなのうた』                                                       | アルバム「下成佐登子 シングルズ&ワークス」 |
| 花のささやき           | フジテレビ系放映アニメーション『小公女セーラ』オープニングテーマ          | シングル「花のささやき」                   |
| ひまわり               | フジテレビ系放映アニメーション『小公女セーラ』エンディングテーマ          | シングル「花のささやき」                   |
| We will be one someday | 国際科学技術博覧会 政府出展アニメーション『アレイの鏡』主題歌             | シングル「We will be one someday」         |
| 碧い湖                 | 国際科学技術博覧会 政府出展アニメーション『アレイの鏡』挿入歌             | シングル「We will be one someday」         |
| TRANSFORMER            | 日本テレビ系『戦え!超ロボット生命体トランスフォーマー』オープニングテーマ | シングル「TRANSFORMER」                    |
| Peace Again            | 日本テレビ系『戦え!超ロボット生命体トランスフォーマー』エンディングテーマ | シングル「TRANSFORMER」                    |
| Mrs.メランコリー       | 東海TV・フジTV系連続ドラマ『愛の嵐』主題歌                                | シングル「Mrs.メランコリー」               |
| やさしい雨             | NTV系『ウォッチング・日本列島』主題歌                                     | シングル「やさしい雨」                     |
| 遙かなる桃源郷         | 日本アジア航空“女性にやさしい台湾”キャンペーンソング                      | シングル「遙かなる桃源郷」                 |
| Wood Walker            | NHK衛星第2アニメーション『ロビンフッドの大冒険』オープニングテーマ        | シングル「Wood Walker」                    |
| 星空のラビリンス       | NHK衛星第2アニメーション『ロビンフッドの大冒険』エンディングテーマ        | シングル「Wood Walker」                    |

## 出演番組
- 真夜中ギンギラ大放送（ラジオ関西）